# Jimmy Kimmel Live!
Jimmy Kimmel Live! è un talk-show e varietà televisivo statunitense trasmesso dalla ABC, creato e condotto dal 26 gennaio 2003 da Jimmy Kimmel. Il talk-show ha fatto il suo debutto il 26 gennaio 2003, dopo il Super Bowl XXXVII. Jimmy Kimmel Live! è prodotto da Jackhole Productions in associazione con ABC Studios.

## Il programma
Dal giorno del suo debutto al 4 febbraio 2011, lo show andava in onda alle 00:05 (ET). Successivamente, dal 7 febbraio 2011 la trasmissione è andata in onda a mezzanotte (ET). Il 21 agosto 2012, la ABC ha annunciato che la messa in onda del talk-show sarebbe avvenuta 25 minuti prima, alle 23:35 a partire dall'8 gennaio 2013, per poter competere con le trasmissioni di altri canali.
Contrariamente al proprio nome, Jimmy Kimmel Live! non è messo in onda in diretta. Le scene sono girate alle 16:30 del giorno della trasmissione. In rare occasioni, tuttavia, va in onda un'edizione speciale in diretta, solitamente dopo eventi di particolare rilevanza come le cerimonie degli Academy Awards.